# 344 v.Chr.
Het jaar 344 v.Chr. is een jaartal volgens de christelijke jaartelling.

## Gebeurtenissen

### Griekenland
- Aristoteles bevindt zich op Lesbos om de natuur te bestuderen.
- De 12-jarige Macedonische prins Alexander de Grote laat zich volgens een legende door de vurige hengst Bucephalus berijden.

### Perzië
- Koning Artaxerxes III van het Perzische Rijk valt Cyprus binnen. Pnythagoras van Salamis levert verbitterde tegenstand.

### Italië
- De aristocratie van Syracuse vraagt steun aan de moederstad Korinthe, om de tirannie van Dionysius II omver te werpen.
- De Korinthische generaal Timoleon landt met een Grieks expeditieleger op Sicilië.
- Dionysisus II moet zich overgeven en wordt verbannen naar Korinthe.
- C. Marcius L.f. Rutilus III en T. Manlius L.f. Imperiosus Torquatus II worden consuls van de Romeinse Republiek.